# Michelle Dee
Michelle Daniela Dee y Márquez (Macati, 24 de abril de 1995) es una actriz, modelo, presentadora de televisión, presentadora de programas de entrevistas y ganadora del concurso de belleza filipina que fue coronada Miss Universo Filipinas 2023. Ella representó a Filipinas en la competencia Miss Universo 2023 en El Salvador ocupando un lugar en el top 10. Dee ganó previamente Miss Mundo Filipinas 2019. Representó a Filipinas en el concurso Miss Mundo 2019 en Londres, Inglaterra, donde se posicionó en el Top 12 de semifinalistas.

## Biografía
Michelle Daniela Dee y Márquez nació en Makati, Metro Manila, Filipinas el 24 de abril de 1995, hija de un empresario, productor de cine y ex actor Frederick «Derek» Dee, y de la actriz, autora, ex supermodelo y reina de belleza Melanie Marquez, quien ganó Miss Internacional 1979.
Su tío abuelo paterno fue el fundador del Chinabank de Filipinas, Dee C. Chuan, y el exjugador de la PBA Joey Márquez es su tío materno. La prima materna de Dee y la hija de Joey es la actriz y también reina de belleza Teresita Márquez, quien ganó Reina Hispanoamericana en 2017.
Dee tiene una hermana y cuatro medios hermanos maternos. Pasó una parte considerable de su infancia en el rancho de su familia en Utah, Estados Unidos durante los veranos y las vacaciones familiares. Dee creció amando a los animales de granja y disfrutando del campo, tanto en Utah como en la hacienda de su familia en Mabalácat, Pampanga, Filipinas.
Asistió a la Universidad De La Salle en Manila y se graduó en psicología. En 2021, Dee completó su programa de certificación en fundamentos empresariales de la Escuela de Negocios de Harvard.

## Concursos de belleza

### Miss Mundo Filipinas 2019
El 15 de septiembre de 2019, Dee fue coronada Miss Mundo Filipinas 2019 en el Smart Araneta Coliseum en Quezon City, Metro Manila, Filipinas. La noche final comprendió competencias en traje de baño, traje de noche y dos rondas de preguntas y respuestas. Compitió y ganó a más de treinta y nueve candidatas, y fue coronada por la saliente Miss Mundo Filipinas 2018 Katarina Sonja Rodríguez al final del evento. Durante la competencia, Dee ganó seis premios especiales: Miss Sportswoman de Fila, Miss GCOX, Miss Best Skin de Cathy Valencia, Miss Bench, Miss Myra E y Miss Bluewater Day Spa. En la ronda de preguntas y respuestas de la semifinal, la presentadora Laura Lehmann le preguntó a Dee sobre las lecciones y los consejos que le dio su madre, la modelo y Miss Internacional 1979 Melanie Marquez, en sus preparativos para su primera competencia en un concurso de belleza. Dee respondió:

El consejo más importante que me dio mi mamá fue que fuera yo misma. No estoy aquí tratando de replicarla, pero estoy tratando de brillar como mi propia mujer. Al hacerlo, he aprendido a ser fuerte, a tener confianza en mí misma y a abrazar cada parte de mi ser. Así que gracias, mamá, y gracias a todos los que vinieron esta noche y por apoyarme. Significa mucho para mí.

En la ronda final de preguntas y respuestas, se le preguntó a Dee qué invento del siglo pasado le gustaría volver. Ella respondió:

Probablemente serían películas polaroid. Soy un ávido amante del arte. Me encanta la fotografía y me encanta el tipo de energía y sensación que me dan las polaroids; solo poder exponer todo y repasar el carril de la memoria es un sentimiento tan diferente. Las Polaroids me dan una energía tan vibrante y positiva.

### Miss Mundo 2019
Como Miss Mundo Filipinas 2019, Dee representó a Filipinas en la competencia Miss Mundo 2019 en ExCel en Londres, Inglaterra, Reino Unido el 14 de diciembre de 2019. Durante las preliminares, Dee ganó las dos rondas del desafío cara a cara de su grupo, alcanzando el Top 40. También se ubicó en el Top 40 de la competencia Top Model y en el Top 20 en Beauty With A Purpose. Durante la noche de la final, Dee se colocó en el Top 40 y, finalmente, quedó en el Top 12.

### Miss Universo Filipinas 2022
El 6 de abril de 2022, fue anunciada como candidata oficial para el concurso Miss Universo Filipinas 2022. Al final de la noche de coronación, fue coronada Miss Universo Filipinas Turismo 2022, en segundo lugar después de la eventual ganadora, Celeste Cortesi.

### Miss Universo Filipinas 2023
El 13 de mayo de 2023, Dee ganó Miss Universe Filipinas 2023. También ganó Miss Aqua Boracay, Miss Pond's, Miss Zion Filipinas, y el premio al mejor vestido de noche. Durante la primera ronda de preguntas y respuestas de la final, se le preguntó a Dee: «La desigualdad de ingresos sigue siendo alta en Filipinas. La brecha entre ricos y pobres permanece. ¿Cómo cerramos la brecha?». Ella respondió:

Creo que primero tenemos que reconocer lo que tenemos y los privilegios que tenemos como la comida, la educación y los hogares. Creo que la mejor manera de abordar esto es a través de la educación, porque la educación no mantiene el status. Todo niño filipino tiene derecho a la educación, pero no cualquier educación, sino una educación de calidad. Porque creo que si el gobierno puede proporcionar esto a cada niño filipino, no solo podemos elevar su calidad de vida, sino que también podemos empoderarla.

En la segunda y última ronda de preguntas y respuestas, se le preguntó: «El Departamento de Turismo ha adoptado una nueva campaña de marca [sic]  : ' Damos al mundo lo mejor de nosotros ' . [lower-alpha 1] Para ti, ¿qué es lo mejor que podemos ofrecer al resto del mundo? ¿Por qué lo consideras así?». Dee respondió:

Filipinas alberga recursos naturales muy hermosos, desde las playas hasta las montañas, pero creo firmemente que el mejor recurso natural que tiene Filipinas somos los filipinos. Somos el verdadero corazón y el alma de Filipinas, con la forma en que somos hospitalarios, con las cálidas sonrisas, y somos la razón por la que el mundo sigue regresando por más. No importa a dónde me lleve el universo, siempre estaré orgullosa de llamar a Filipinas mi hogar, y pase lo que pase, siempre estaré orgullosa de llamarme Pinoy.

Al final de la competencia, fue coronada por la saliente Miss Universo Filipinas 2022 Celeste Cortesi como Miss Universo Filipinas 2023. 

### Miss Universe 2023

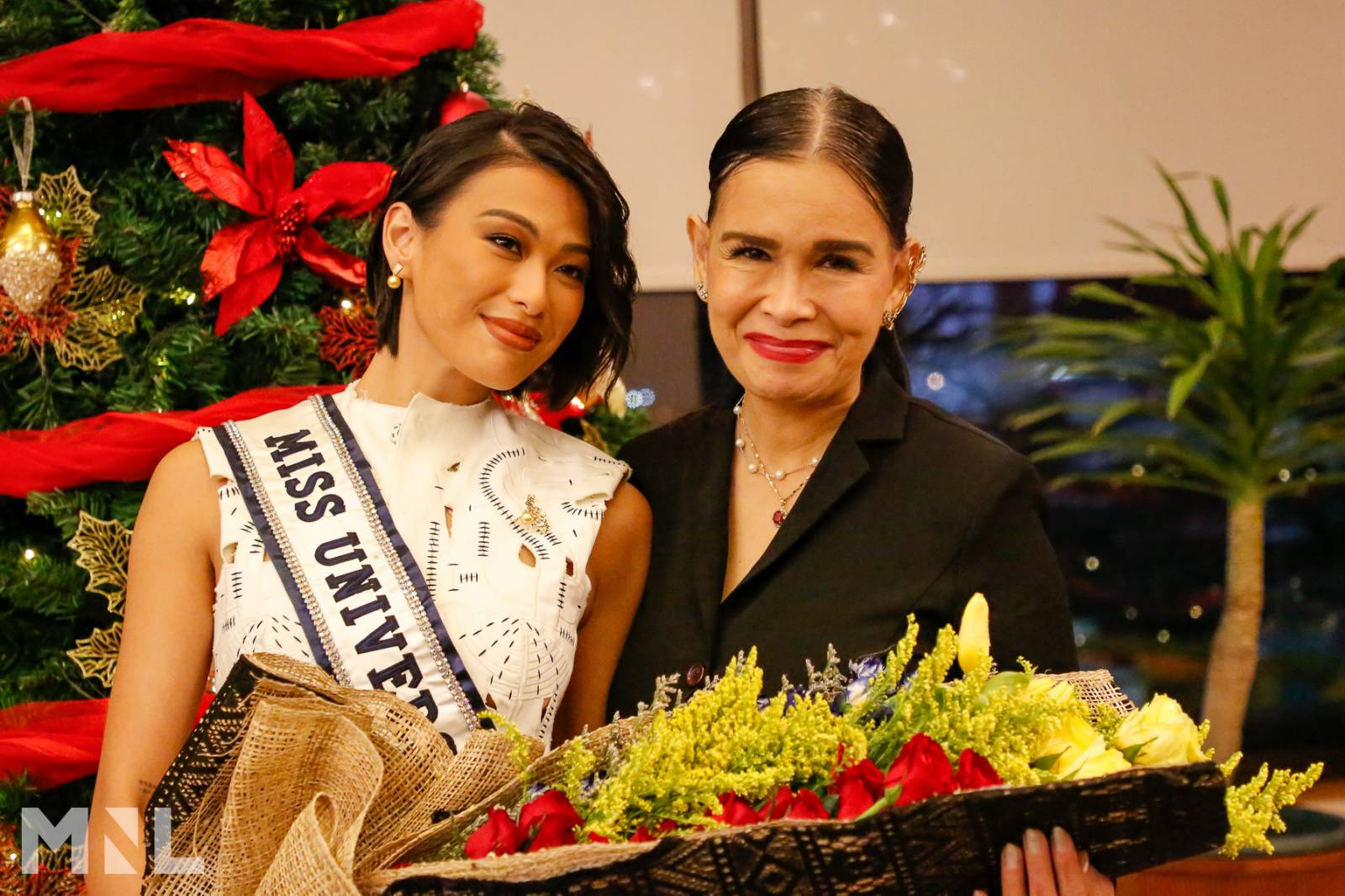
Dee con su madre Melanie Marquez en 2023

Dee representó a Filipinas en Miss Universo 2023 realizado en El Salvador. Fue llamada entre las 20 semifinalistas del certamen, posteriormente se hizo de un lugar en el Top 10 de la competencia.

## Causas y filantropía
Dee ha sido defensora de la concientización sobre el autismo y la educación sobre salud mental desde que tenía dieciséis años. Ha estado trabajando con Center for Possibilities Incorporation, una fundación que ayuda y cuida a niños con necesidades especiales, y otras organizaciones para difundir más información sobre el autismo, ayudar a quienes tienen discapacidades del desarrollo, especialmente a los más jóvenes, y crear más conciencia sobre autismo y salud mental. Después de ganar Miss Mundo Filipinas 2019, Dee donó parte del dinero del premio a personas con autismo que necesitan terapia.
Dee también trabaja con la Sociedad de Autismo de Filipinas para llamar la atención sobre las necesidades de las personas que están en el espectro del autismo y sus familias, y mejorar el acceso a las instalaciones y servicios de intervención, especialmente para aquellos en las áreas provinciales. Ella apoya programas de defensa del autismo en arte, hipoterapia y empleo inclusivo para personas en el espectro del autismo. Se convirtió en Embajadora de Buena Voluntad de la Sociedad de Autismo de Filipinas en enero de 2020. Con su padre, Dee también hace campaña para la concientización sobre la hepatitis y por una sociedad libre de hepatitis C, bajo su propia iniciativa familiar, HepCured. Dee también es defensora de los derechos LGBT en Filipinas.

## Modelaje
Dee's comenzó a modelar con la marca de ropa Bench en 2016. Firmó con Click Model Management en Nueva York, luego de ser descubierta durante una sesión de fotos de Bench.

## Vida personal
En mayo de 2023, Dee se declaró bisexual en una entrevista con Mega Magazine. Actualmente vive con la actriz y modelo Rhian Ramos.

## Filmografía

### Películas
| Año  | Título             | Papel                 | Ref.   |
| ---- | ------------------ | --------------------- | ------ |
| 2023 | Keys to the Heart  | Annette Marie Labayen | [ 49 ] |
| 2019 | Because I Love You | Gianna                | [ 33 ] |
| 2019 | ¡G! LU             |                       | [ 50 ] |
| 2019 | Cara x Jagger      | Mads                  | [ 51 ] |

### Televisión
| Año       | Título                                               | Papel                               | Red                       | Ref.   |
| --------- | ---------------------------------------------------- | ----------------------------------- | ------------------------- | ------ |
| 2024      | All-Out Sundays                                      | Ella Misma / Intérprete Invitado    | Red GMA                   | [ 52 ] |
| 2023-2024 | Kapuso Countdown to 2024: The GMA New Year Special   | Ella Misma / Intérprete / Anfitrión | Red GMA                   | [ 53 ] |
| 2023      | Black Rider                                          | Teresa Soriano                      | Red GMA                   | [ 54 ] |
| 2023      | Forever Grateful: The ABS-CBN Christmas Special 2023 | Ella Misma / Intérprete Invitada    | Kapamilya Channel/A2Z/TV5 | [ 55 ] |
| 2023      | ASAP Natin' To                                       | Ella Misma / Intérprete Invitada    | Kapamilya Channel/A2Z     | [ 56 ] |
| 2023      | TiktoClock                                           | Ella Misma / Invitada               | Red GMA                   | [ 57 ] |
| 2023      | Mga Lihim ni Urduja                                  | Freya Dayanghirang - Salazar        | Red GMA                   | [ 58 ] |
| 2021-2022 | I Left My Heart in Sorsogon                          | Hazelyn «Hazel» Pangan              | Red GMA                   | [ 59 ] |
| 2021-2022 | Collar de águila                                     | Serpiente                           | Red GMA                   | [ 60 ] |
| 2019      | One of the Baes                                      | Joven alona aragoza                 | Red GMA                   | [ 61 ] |
| 2019      | Love You Two                                         | Michaela «Mochi» Isidro             | Red GMA                   | [ 62 ] |
| 2019-2020 | Glow Up                                              | Ella Misma / Anfitrión Principal    | TV de noticias de GMA     | [ 63 ] |

## Premios

### Premios y nominaciones
| Año  | Otorgar                              | Categoría                                        | Destinatarios                                   | Resultados | Ref.   |
| ---- | ------------------------------------ | ------------------------------------------------ | ----------------------------------------------- | ---------- | ------ |
| 2021 | 36th PMPC Star Awards para películas | Mejor actriz de nueva película                   | Como Gianna en I Love You (2019)                | Ganadora   | [ 64 ] |
| 2019 | 33rd PMPC Star Awards de Televisión  | Mejor programa de estilo de vida                 | Glow Up con Michelle Dee como presentadora      | Nominado   | [ 65 ] |
| 2019 | 33rd PMPC Star Awards de Televisión  | Mejor presentador de programas de estilo de vida | Michelle Dee con Winwyn Márquez y Thia Thomalla | Nominado   | [ 65 ] |
| 2019 | 33rd PMPC Star Awards de Televisión  | Mejor nueva personalidad femenina de televisión  | Michelle Dee en Love You Two ( Red GMA )        | Nominado   | [ 65 ] |